# Two Thrones
Two Thrones — компьютерная игра (жанр — глобальная стратегия), разработанная шведской студией Paradox Entertainment в 2004. Является наследником игры Europa Universalis и продолжением Crown of the North. Отличается стратегической глубиной и исторической достоверностью. В России была локализована студией Snowball.ru под названием «100 лет войны».

## Геймплей
Игра слабо отличается от Crown of the north, так как экономическая и боевая система игры осталась практически неизменной.
Действие игры происходит в реальном времени, однако скорости реакции от игрока не требуется, так как в любой момент игры можно поставить паузу. Игра происходит на схематично изображённой карте Англии и Франции. Время действия игры — с 1 января 1337 года по 1 декабря 1485 года.
В игре можно сыграть в один из 5 сценариев, охватывающих события Столетней войны и Войны Алой и Белой Розы:
Играющий может взять под управление одно из играбельных государств, среди которых представлены:
- Франция,
- Бургундия,
- Наварра,
- Бретань,
- Арагон,
- Орлеан.

Под контролем игрока находятся экономика страны, формирование армий и флотов и управление ими, дипломатия, постройка зданий. Также ему приходится балансировать между 4 классами: крестьяне, дворяне, духовенство, горожане, принимая те или иные указы и решая их прошения. В игре происходят исторические события, влияющие на положение игрока и его соперников.
Кроме игрока и его компьютерных противников, существуют нейтральные провинции, являющиеся основным объектом экспансии участников игры.
Существуют два способа достижения победы.
- Первый — набрать наибольшее количество очков к концу игры.
- Второй — объединение Западной Европы под своей властью. Для этого придётся завоевать все провинции, принадлежащие противникам.

Очки выдаются за различные достижения в игре.

## Экономика
В игре существует 2 основных ресурса: зерно и серебро, которые используются для создания армии, флота и постройки зданий.
Зерно добывается на фермах, его количество увеличивается с повышением уровня здания.
Серебро добывается в городе и на рынке, его количество увеличивается с повышением уровня здания.

## Инфраструктура

Игровой процесс

В игре существует 7—8 (в прибрежных провинциях) зданий. Все они могут развиваться до 10 уровня, открывая доступ к новым войскам и уровням зданий. У производственных зданий также уменьшается время на создание войск.
- Крепостная стена — показатель обороны провинции.
- Город — место получения налоговых сборов, дающих серебро.
- Ферма — место производства зерна. Ферма символизирует влияние Крестьян в провинциях.
- Рынок — необходим для найма арбалетчиков и ландскнехтов, также даёт серебро. Рынок представляет интересы Горожан.
- Церковь — требуется для постройки других зданий. Церковь является представительством Духовенства.
- Замок — место найма всадников и рыцарей. Замок отражает роль дворян в вашей провинции.
- Военный лагерь — место найма пехоты (пехотинцы, арбалетчики и ландскнехты).
- Порт — место найма флота (галеры, нефы и каравеллы).

## Армия
В игре существует 8 типов войск, из них 5 — сухопутные войска и 3 — морские силы. У каждого вида существуют как положительные, так и отрицательные свойства.

### Сухопутные силы
Войска производятся в военном лагере (пехота) и замке (кавалерия).
В военном лагере производятся:
- Ополченец,
- Ландскнехт,
- Арбалетчик.

В замке производятся:
- Всадники,
- Рыцари.

### Флот
Роль флота в игре очень важна, так как нет иного способа передвижения по морю и сражений на нём, как корабли, которые производятся в гавани.
Всего их 3 вида:
- Галлера,
- Неф,
- Каравелла.

## Дипломатия
Игрок имеет возможность с помощью дипломатии заключать союзы, предлагать и разрывать династические браки, приносить дары, объявлять войну и оскорблять.

## Рецензии
| Сводный рейтинг | Сводный рейтинг |
| Агрегатор       | Оценка          |
| --------------- | --------------- |
| GameRankings    | 49,18 %         |

Крупнейший российский портал игр Absolute Games поставил игре 30 %. Обозреватель отметил отсутствие нововведений и скучный игровой процесс. Вердикт: «И самое удивительное — со времен CotN ничего не изменилось! А ведь в наш век это немыслимо и преступно. Взятие на вооружение столь нехитрой тактики означает для нас одно: в скором времени вместе с воргеймами от HPS мы будем регулярно получать очередную мини-EU.».